# Жесказган
Жесказган (каз. Жезқазған, рус. Жезказган) је град Казахстану у Карагандинској области. Према процени из 2010. у граду је живело 85.923 становника.

## Становништво
Према процени, у граду је 2010. живело 85.923 становника.
| 1979.   | 1989.    | 1999.    |
| ------- | -------- | -------- |
| 89.200. | 107.053. | 103.400. |